# Convolvulus betonicifolius
Espèce
Synonymes
- Convolvulus aleppensis Sa'ad
- Convolvulus amoenus K.Koch
- Convolvulus armenus Boiss. & Kotschy
- Convolvulus atriplicifolius Poir.
- Convolvulus batatifolius Boiss. & Hausskn.
- Convolvulus betonicifolius subsp. peduncularis (Boiss.) Parris
- Convolvulus hirsutus M.Bieb.
- Convolvulus lanuginosus Vahl
- Calystegia paradoxa Pursh
- Convolvulus peduncularis Boiss.
- Convolvulus pubescens Banks & Sol.
- Convolvulus sagittatus A.Gray
- Convolvulus sagittifolius Sm.
- Convolvulus sibthorpii Roem. & Schult.
- Convolvulus tomentosus Choisy

Convolvulus betonicifolius, le Liseron à feuilles de bétoine ou Liseron hirsute, est une espèce de plantes de la famille des Convolvulaceae.

## Habitat
Le Liseron à feuilles de bétoine se développe dans les cultures, les haies et les talus.

## Répartition
L'espèce est originaire de l'est de la région méditerranéenne.
Introduite en France, on la trouve principalement dans les départements du Sud-Est.

## Description
C'est une plante vivace de 40 à 150 cm, rampante ou grimpante,  aux tiges épaisses. Ses feuilles sont densément velues, en cœur ou fer de lance. Les fleurs, sont roses, blanches ou crème avec une corolle longue de 20 à 35 mm.